# Шенкман, Матвей Борисович
Матве́й Бори́сович Ше́нкман (1899, Овруч, Волынская губерния — 12 мая 1942, окрестности Нижнего Тагила, РСФСР, СССР) — советский хозяйственный деятель, руководитель промышленности, известный как организатор производства Ил-2 в Куйбышеве.

## Биография
Мордух Шенкман родился в 1899 году в городе Овруч Волынской губернии в семье ремесленника. Участник Гражданской войны. Вступив добровольцем в Красную Армию в девятнадцатилетнем возрасте, участвовал в боях с войсками Юденича и Петлюры.
В 1922 году поступил в Ленинградский технологический институт, по окончании которого был направлен работать инженером на завод «Большевик». Вскоре занял должность начальника цеха.
В первой половине 1930-х годов занимал пост директора Подольского крекинг-электровозостроительного завода.
В 1936 году назначен директором авиационного завода в Таганроге. В 1938 году переводится в Воронеж на авиазавод № 18. В этой связи он попадает в поле зрение органов госбезопасности — Ефим Евдокимов сообщал из Ростова Сталину и Ежову:

Директор авиазавода в Таганроге Шенкман Матвей Борисович приказом Наркомата переводится на другой завод и снялся уже с учета. О замене его Наркомат оборонной промышленности не поставил нас в известность. Узнал я об этом по телефону от секретаря Таганрогского горкома.
На Шенкмана имеется компрометирующий материал о его связях с некоей немкой Шефтер, которая работала у Шенкмана, когда он был на Подольском заводе, ее дочь и сын якобы арестованы НКВД. В Подольске якобы связан был также с Богомоловым, жена которого являлась сестрой Гамарника, в таком роде и другие весьма подозрительные связи, требующие энергичной проверки НКВД.
На днях мы рассматривали по апелляции дело некоего Марущенко-Мещерина — работника этого же завода, ведавшего отделом снабжения. Представился он нам отъявленным прохвостом, совершенно очевидным врагом, пришлось удивиться, что он «гуляет» на свободе. После исключения из партии Марущенко арестован, оказалось проходит по показаниям. С арестом его непонятно почему Таганрог задерживался.
Уместно отметить в связи с чем возникает вопрос у меня о Шенкмане по поводу Марущенко: Марущенко к заседанию бюро приехал из Таганрога на машине Шенкмана.
Довожу до сведения, считаю необходимым Шенкмана надлежащим образом прояснить, не назначая на 18 завод, куда он якобы по приказу Михаила Кагановича выехал. У меня впечатление, что он из Таганрога смылся.

Это донесение, тем не менее, осталось без последствий, а сам Евдокимов вскоре был арестован.
В период руководства Шенкмана авиазавод № 18 был награждён орденом Ленина и стал инициатором всесоюзного социалистического соревнования самолётостроительных заводов.
В конце 1941 года завод № 18, которым руководил Шенкман, был эвакуирован в Куйбышев. После эвакуации заводы подверглись критике Сталина за недостаточный темп работы:

 Вы подвели нашу страну и нашу Красную Армию тчк
Вы не изволите до сих пор выпускать ИЛ-2 тчк Самолёты ИЛ-2 нужны нашей Красной Армии теперь как воздух как хлеб тчк
Шенкман даёт по одному ИЛ-2 в день а Третьяков даёт МИГ-3 по одной две штуке тчк
Это насмешка над страной над Красной Армией тчк
Нам нужны не МИГи а ИЛ-2 тчк
Если 18 завод думает отбрехнуться от страны давая по одному ИЛ-2 в день то жестоко ошибается и понесёт за это кару тчк
Прошу Вас не выводить правительство из терпения и требую чтобы выпускали побольше "ИЛ"ов тчк
Предупреждаю последний раз тчк
СТАЛИН 
Погиб 12 мая 1942 года в авиакатастрофе под Нижним Тагилом. Соболезнования коллективу завода, семье и родным выразили Совет народных комиссаров СССР и ЦК ВКП(б). На территории завода был установлен бюст Шенкмана работы скульптора М. Г. Манизера.

## Семья
- Родители — Борис Борисович Шенкман и Рахиль Григорьевна Шенкман[9].
- Брат — Борис Борисович Шенкман.
  - Племянник — Стив Борисович Шенкман, советский и российский спортивный журналист.
- Супруга — Елизавета Львовна Шенкман, эмигрировала из СССР[9][10][11].
  - Дочь — Нелли Матвеевна Шенкман, эмигрировала из СССР[9][10][11].

## В кинематографе
- Матвей Шенкман считается прототипом Михаила Шадурова, главного героя фильма «Особо важное задание» (1980), повествующего о производстве Ил-2 в годы Великой Отечественной войны[2][10].
- В 2018 году нижнетагильский журналист Александр Мартиросов снял документальный фильм «Шенкман. Последний полёт» о гибели Шенкмана, получивший ряд наград на кинофестивалях[2][12][13].